# Hans Fischer (Musiker)

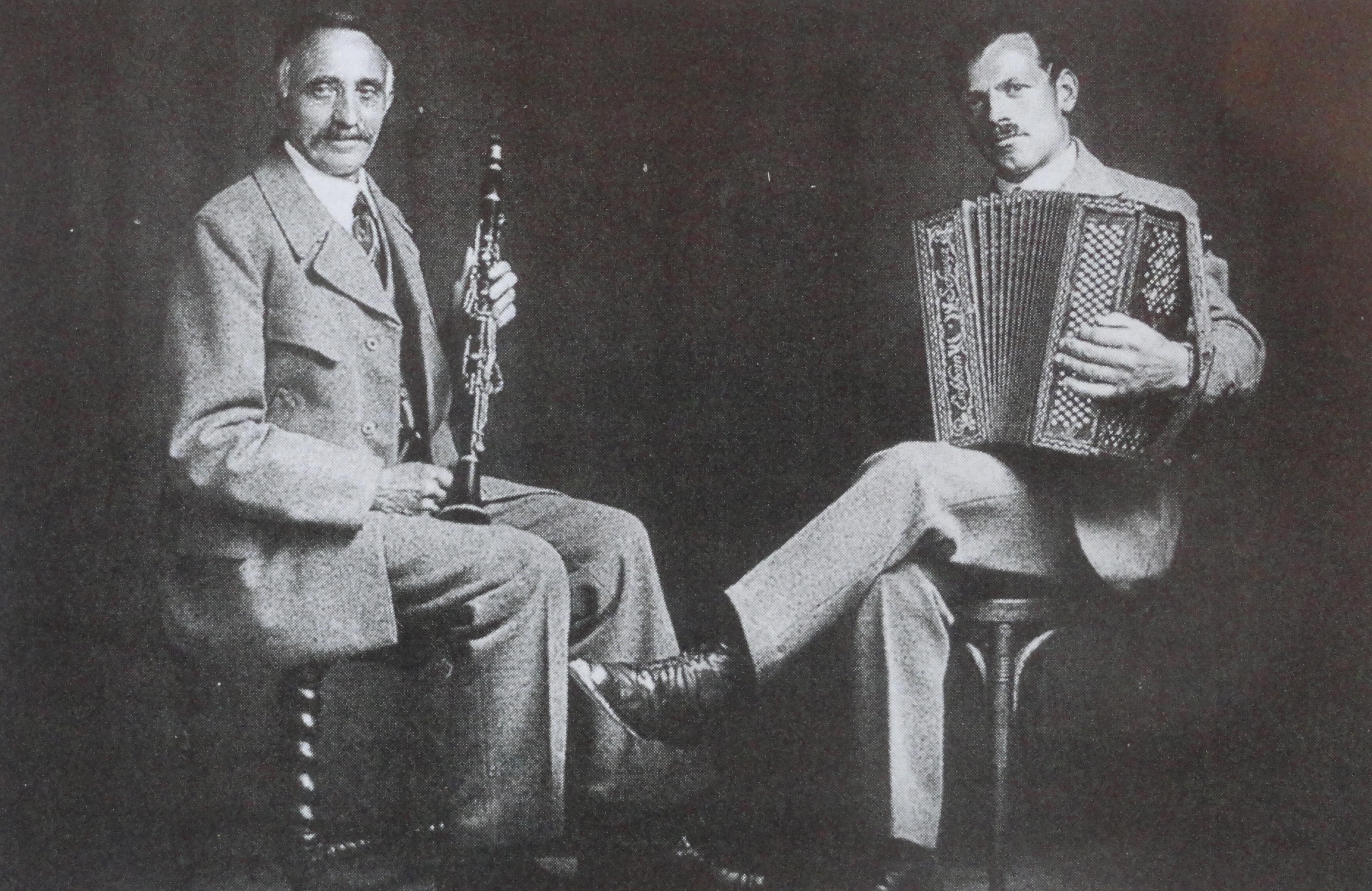
Hans Fischer (rechts) mit Luzi Brüesch

Hans Fischer (* 7. Februar 1903; † 18. Dezember 1986) war ein Schwyzerörgelispieler, Komponist und Nachwuchsförderer der Volksmusik aus dem Schweizer Kanton Graubünden.
Er machte sich durch das Zusammenspiel mit Luzi Brüesch und durch seine Ländlerkapelle Calanda einen Namen. In Fachkreisen der Volksmusik wurde er Grossmufti genannt. Seine Eigenkompositionen werden heute vor allem von den Schwyzerörgelifründa Felsberg gespielt. Diese traten am 2. Eidgenössischen Ländler-Musikfest mit Hans Fischers Schottisch Im Welschdörfli z' Chur auf und stellten einen der 20 Siegertitel.